# Corcelles (Franciaország)
Corcelles korábbi község (település) Franciaországban, Ain megyében. 2016. január 1-jén Champdor községgel egyesült és delegált községként Champdor-Corcelles új község része lett.
Lakosainak száma 202 fő (2018. január 1.). Corcelles Aranc, Brénod, Champdor, Izenave, Lantenay, Outriaz és Vieu-d’Izenave községekkel határos.

## Népesség
A település népességének változása:
| Lakosok száma | 268  | 241  | 211  | 207  | 221  | 223  | 248  | 227  | 204  | 202  |
|               | 1962 | 1968 | 1982 | 1990 | 1999 | 2008 | 2011 | 2013 | 2017 | 2018 |